# Кнежак
Кнежак (словен. Knežak) — поселення в общині Ілірська Бистриця, Регіон Нотрансько-крашка, Словенія. Висота над рівнем моря: 581,1 м.